# Eli Aflalo
Eli Aflalo (ur. 8 września 1952 w Casablance) – izraelski polityk, członek Knesetu z listy partii Kadima.

## Życiorys
Urodzony w Maroku, do Izraela przybył w 1962 roku. W wojsku izraelskim służbę ukończył w stopniu sierżanta sztabowego.
Po raz pierwszy w parlamencie znalazł się w 2003 roku (szesnasty Kneset), wszedł do niego z listy partii Likud. Był wiceministrem przemysłu, handlu i pracy. Zasiadał także w parlamentarnej komisji finansów oraz w komisji spraw wewnętrznych i środowiska. Pod koniec kadencji wystąpił z Likudu i znalazł się w szeregach nowo utworzonej przez Ariela Szarona partii Kadima.
W rządzie Ehuda Olmerta utworzonym po wyborach w 2006 r., został ministrem ds. absorpcji imigrantów.
25 stycznia 2012 zrezygnował z zasiadania w parlamencie, mandat po nim objął Awraham Du’an. Został współprzewodniczącym Żydowskiego Funduszu Narodowego.

## Życie prywatne
Zamieszkały w Afuli, jest żonaty i ma trójkę dzieci.